# Rameshbabu Praggnanandhaa
Rameshbabu Praggnanandhaa (tamil. பிரஞ்ஞானந்தா ரமேஷ்பாபு, hindi प्रगणानंदा रमेशबाबू;, sanskryt Prajñānandā; ur. 10 sierpnia 2005 w Ćennaju) – indyjski szachista, cudowne dziecko szachów. Arcymistrz od 2018 roku.

## Życiorys
Urodził się 10 sierpnia 2005 roku w Ćennaju. Jego starsza siostra Rameshbabu Vaishali także jest szachistką i posiada tytuł arcymistrzyni i męski tytuł arcymistrza. Praggnanandhaa zwyciężył w mistrzostwach świata juniorów do lat 8 w 2013 roku, do lat 10 w 2015 i do lat 18 w 2018. W 2016 roku uzyskał normę na mistrza międzynarodowego, stając się wówczas najmłodszą osobą w historii z tym tytułem. Dwa lata później został arcymistrzem. W 2019 roku zwyciężył w kopenhaskim turnieju Politiken Cup. W sierpniu 2022 roku podczas 44. olimpiady szachowej zdobył wraz z drużyną trzecie miejsce oraz wywalczył indywidualnie brązowy medal na trzeciej szachownicy. W tym samym został laureatem nagrody Arjuna Award. W sierpniu następnego roku zajął drugie miejsce w Pucharze Świata w szachach, czym zapewnił sobie udział w turnieju pretendentów w 2024 roku, który zakończył na piątym miejscu. We wrześniu 2024 roku wywalczył wraz z drużyną pierwszy w historii Indii złoty medal w rozgrywkach olimpiady szachowej. W 2025 roku zwyciężył w turnieju Tata Steel, po pokonaniu w dogrywce Dommaraju Gukesha.
W lipcu 2024 roku osiągnął najwyższy w karierze ranking szachowy, który wyniósł 2757 punktów.